# 카를로 류베크
카를로 류베크(독일어: Carlo Ljubek, 1976년 5월 21일~)는 독일의 배우이다.

## 출연 작품

### 영화
- 더 라이프 애프터 (2017년)
- 루나: 소녀의 복수 (2017년)
- 베를린 장벽 (2013년)
- 헐리우드 드라마 (2010년)
- 샤하다 (2010년)
- 넓은 세상 속으로 (2008년)
- 바더 마인호프 (2008년)
- 기젤라 (2005년)
- 오프 비트 (2004년)